# Хангозеро
Хангозеро (карел. hang «развилка») — озеро на территории Сосновецкого сельского поселения Беломорского района Республики Карелии.

## Общие сведения
Площадь озера — 2,7 км², площадь водосборного бассейна — 30,9 км². Располагается на высоте 109,6 метров над уровнем моря.
Форма озера продолговатая: оно более чем на три километра вытянуто с северо-запада на юго-восток. Берега каменисто-песчаные, местами заболоченные.
Из северо-западной оконечности озера вытекает безымянный водоток, впадающий с левого берега в реку Одаву, впадающую в реку Охту. Последняя впадает в реку Кемь.
В озере расположены два небольших безымянных острова.
Код объекта в государственном водном реестре — 02020001011102000006448.